# Ty (digráf)
A Ty betűkapcsolat a magyar ábécé 34. betűje, a latin ábécében nem szerepel.

## A betűkapcsolat hangértéke
- Kiejtése a t és a j betűk eggyéolvadt hangalakja. Számos olyan magyar szóban, ahol tj betűkapcsolat található, valójában ty-t ejtünk, pl.: szeretjük, értjük, látja stb.
- A palóc nyelvjárásban a szó eleji t vagy cs helyett, ha a második betű i (í), vagy ü (ű), akkor ty-t ejtenek, pl.: tyiszteletes, tyizma.
- Bár idegen nyelvek írásában a ty digráf nem fordul elő, kiejtésben a szláv és a 19. századi román nyelvben előfordul, vagy előfordult: otec, wratit, valamint dominatio, frater.